# لواء ناحال

علم لواء ناحال

لواء ناحال أحد ألوية ما تسمى ب"النخبة" بجيش الاحتلال الإسرائيلي، ويسمى (نوعار حالوتزي لوحيم) أي شباب الطليعة المقاتلة (بالعبرية נח"ל) هي كتيبة مشاة في الجيش الإسرائيلي. تاريخيا، يشير الاسم إلى برنامج يجمع بين الخدمة العسكرية وإنشاء مستعمرات زراعية جديدة، عادة في مناطق "نائية". إنشق البرنامج لاحقا إلى مشاريع تطوع ورفاه اجتماعي.

## خلفية
تم تشكيل لواء مشاة ناحال في عام 1982 في استجابة سريعة لإحتياجات القوات العسكرية الإسرائيلية خلال حرب لبنان، وانشئ هذا اللواء بنواة من جنود من حركة ناحال شبه العسكرية كانو منخرطين في القوة الجوية (مجوقلة) آنذاك.

## هيكلية ووحدات
شكلت كتائب اللواء من مزيج من الاقسام مع تغيير التسمية:
- كتيبة 50 (البازلت) - كان افواج شرطة التدخل السريع (حتى عام 1990) في المظليين. (تأسست 950 وحدة للمرة الأولى من الجنود الذي خدمو في ناحال تتبع الخدمة الروتينية، وكان الفصل الأخير في عام 1990 ثم اندمجت)
- كتيبة 931 (الغرانيت) - هم فوج من جميع أنحاء قيادة المنطقة الشمالية.
- كتيبة 932 (الغرانيت) - كانت كتيبة من القيادة المركزية.
- كتيبة 934 (توباز) - كتيبة استطلاع

بالإضافة لكتائب ووحدات هندسية ووحدات من قوات التدخل السريع واخر وحدات استطلاع ووحدات اتصال وغيرها.

## قاعدة تدريب اللواء
تقع القاعدة في تل عراد في المنطقة الشمالية الشرقية من النقب.

## الأسلحة والمعدات

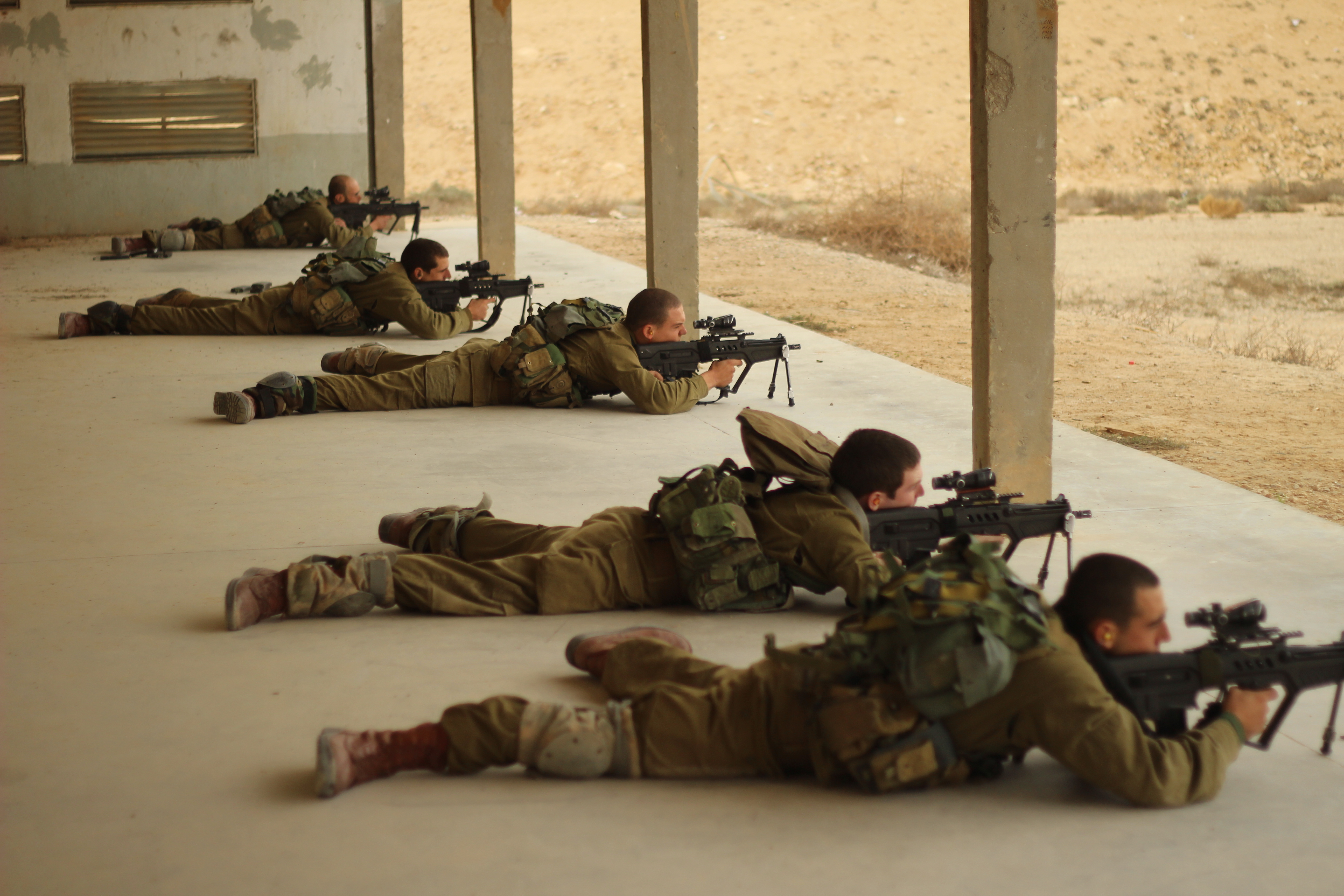
جنود من لواء ناحل اثناء تدريبهم يستخدمون بندقية تافور

السلاح الشخصي للواء ناحال هو تافور اعلى الإصدارات، وخاصة الصغيرة تابور ولكن الكوماندوز CTAR-21 تافور قاذف GTAR-21. الأسلحة بما في ذلك قاذفة قنابل يدوية أيضا M-203 عينة، وبنادق قنص عينات ريمنجتون M-24 وباريت M82A1 وقاذفات صواريخ مضادة للدبابات، وليس نماذج M-72 وماتادور، MAG مدفع رشاش متوسط، النقب بندقية رشاشة خفيفة، مدفع رشاش ثقيل براوننج M2 العينة، مدفع رشاش (كلير) ساكو الدفاع عضو الكنيست-19 عيار 40 ملم و 60 ملم هاون مصنوعة Saymar.
وبالإضافة إلى ذلك، تم تجهيز الشعبة مع M-113 ناقلة جند مدرعة على المضيف مع التكوين ونماذج من سيارات الجيب المصفحة "إعصار" والمطرقة ".
في عام 2011، انتقلت الفرقة إلى تابور بروس عينة "استخدام ص، كجزء من عملية الانتقال من جميع ألوية مشاة الجيش الإسرائيلي لاستخدام هذا السلاح.

## طاقية ملونة مميزة

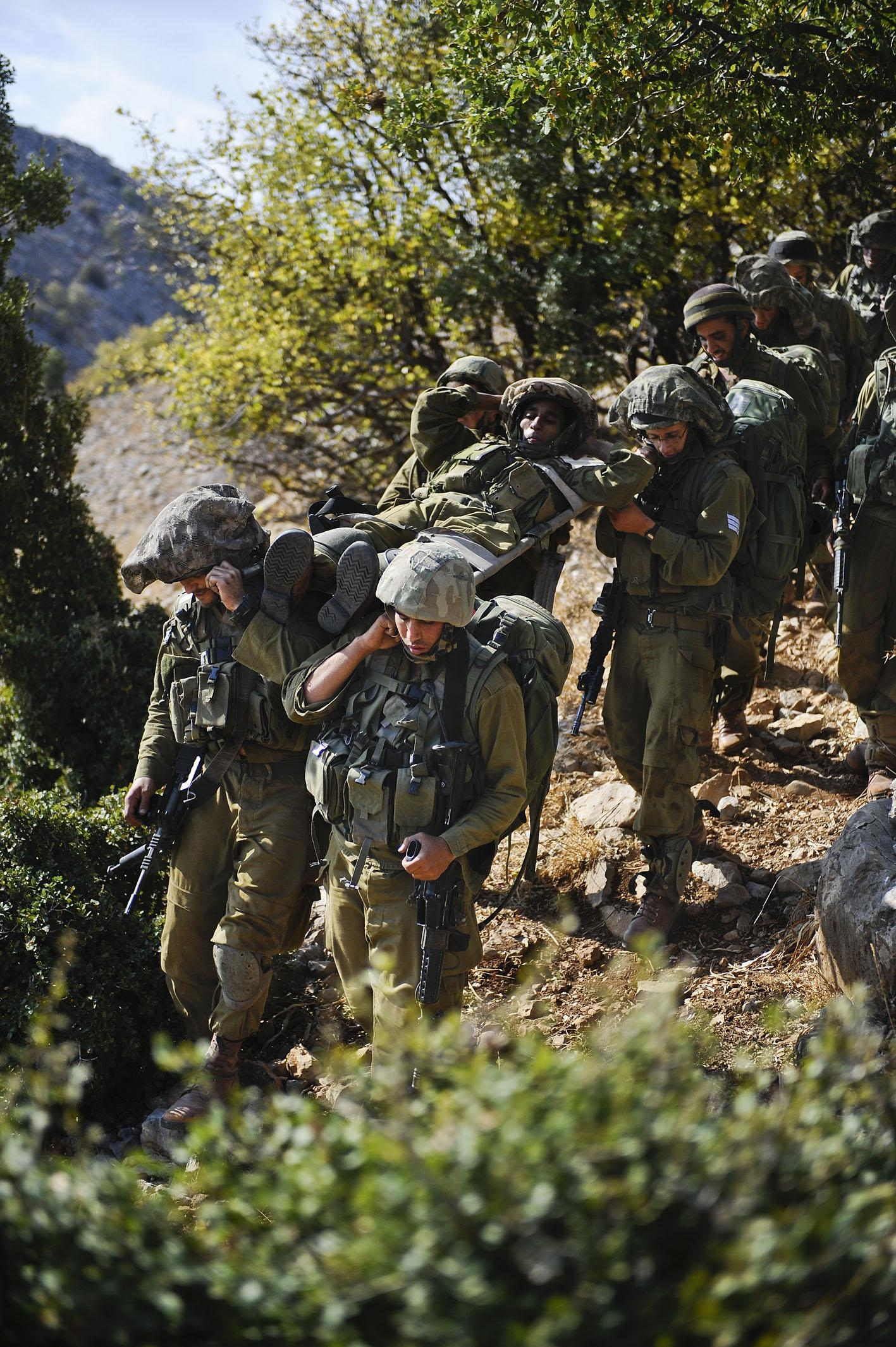
جنود لواء ناحال اثناء مناورة عسكرية، تظهر الطاقية الخضراء المميزة، 2010

كان اللواء يقاتل بطاقية مختلفة حتى قرار منح الغطاء الخاص للواء ناحال في يونيو حزيران 1988، وكان الاختيار على اللون الأخضر الزاهي نظرا لارتباطه بأساسيات الزراعة وتقسيم التسوية وظروف الاماكن في الشمال إسرائيل.

## نشاطات ومعارك
شارك اللواء في العديد من العمليات العسكرية والحروب، ومنها في حرب لبنان 1982 وحرب لبنان 2006، وضد الفلسطينين في الانتفاضة الأولى، وانتفاضة الأقصى، وحرب غزة، والحرب على غزة 2014 ، وعمليات أخرى.

## في الحرب على غزة 2014
شارك اللواء في الحرب على غزة 2014، وتعرض لهزائم وخسائر جسيمة، ففي كمائن نصبتها كتائب القسام الجناح العسكري لحركة حماس أقر قائد اللواء بالتعرض لخسائر وقتلى في المعارك على حدود غزة.

### اللواء يعترف بالقتلى والخسائر
اعترف قائد لواء (الناحال) في حديث مع القناة الإسرائيلية العاشرة بأن البطاقات العسكرية والشخصية والمتعلقات التي عرضتها كتائب القسام في تقرير خصت به فضائية الأقصى بث في 11 أغسطس 2014، هي بطاقات ومتعلقات صحيحة. وكشفت كتائب القسام الاثنين 11 أغسطس 2014 تفاصيل إحدى عملياتها النوعية التي نفذتها ضد جنود الاحتلال الإسرائيلي في بيت حانون شمال قطاع غزة وقتلت فيها 10 جنود من لواء ناحال.

### حماس تحاول أسر أحد جنود اللواء
اعترف قائد لواء (الناحال) بمحاولة كتائب القسام أسر أحد جنود اللواء في بيت حانون شمال قطاع غزة. وأقر القائد برواية كتائب القسام للكمين الذين نصبه مجاهدوها لقوة من اللواء خلال العملية البرية على أطراف بلدة بيت حانون.
وقال أحد منفذي الكمين المحكم لقوة إسرائيلية خلال تقرير لقناة الأقصى إن اثنين من عناصر الكتائب كانا يترصدان في إحدى غرف منزل بهدف أسر جندي وفجرا عبوةً ناسفةً في عددٍ من جنود القوات الخاصة كانوا يقفون بالقرب من العبوة.
وأوضح أن 20 جنديًا قدموا من جهة كلية بيت حانون الزراعية عقب تفجير العبوة، حيث خرج عليهم عناصر القسام باشتباك مباشر من مسافة صفر وقتلوا 10 آخرين.
وأشار المنفذ إلى أن عناصر القسام سمعوا عقب قتل الجنود العشرة صوت صراخ جندي إسرائيلي آخر مصاب في حمام أحد المنازل بعد أن أغلق الباب على نفسه، لافتًا إلى أن عناصر القسام حاولت الوصول إليه ولم تتمكن، فقاموا بإلقاء قنبلة يدوية تجاهه «لتسكت صراخه إلى الأبد».
وذكر أن عناصر القسام عادت إلى مكان المعركة عقب انتهائها لغنم ما تركه الجنود وراءهم، عارضًا بطاقات شخصية وعسكرية ومتعلقات تخص ضباط وجنود قتلهم بالكمين، منهم:
نوعام ملول، ولوران إيتاخ، والملازم أول ماؤور أوبليل، وأوري ليفي.

## قادة اللواء
| الاسم عربي  | الاسم عبري            | مدة ولايته              | ملاحظات                   |
| ----------- | --------------------- | ----------------------- | ------------------------- |
| حاييم اورن  | חיים אורן [العبرية]   | يونيو 1982 – يناير 1983 | أول قائد للواء            |
| .           |                       |                         |                           |
| يهودا فوكس  | יהודה פוקס [العبرية]  | مارس 2012 – مايو 2014   |                           |
| أوري جوردين | אורי גורדין [العبرية] | مايو 2014 -             | قتل في معركة طوفان الاقصى |